# عسل‌خوار رگه‌زرد
عسل‌خوار رگه‌زرد یا عسل‌خوار رگه‌زیتونی (نام علمی: Ptiloprora meekiana) یک گونه از پرندگان خانواده عسل‌خواران است که در گینه نو یافت می‌شود. زیستگاه طبیعی آن، جنگل‌های کوهستانی نمناک نیمه‌گرمسیری یا گرمسیری است.